# Jacob Schick
Jacob Schick, né le 16 septembre 1877 à Ottumwa, Iowa, et mort le 3 juillet 1937 à Montréal, Canada, est un inventeur et entrepreneur américain ayant conçu le premier rasoir électrique et créé la marque de rasoirs Schick.

## Biographie
Né dans l'Iowa, aux États-Unis, Jacob Schick s'engage dans l'armée en 1898 et y restera jusqu'en 1910, avant d'être à nouveau engagé de 1916 à 1918 lors de la Première Guerre mondiale sous le grade de Capitaine.
En novembre 1923, il dépose le premier brevet pour un rasoir électrique et fonde la Schick Dry Razor Co. en 1929. Le premier rasoir est commercialisé en 1929 mais doit être opéré avec les deux mains. Le rasoir tenu à une main, premier rasoir électrique pratique, est lancé le 18 mars 1931, et se vend alors 25 $, soit environ 360 $ de 2009. Ce rasoir remporte un succès commercial, il s'en écoule 3 000 la première année, et 1,5 million au total en 1937.
Dès 1933 il est millionnaire et en 1935, il devient citoyen canadien pour échapper à une enquête fiscale dans son pays après avoir déplacé la plus grande partie de sa fortune dans les Bahamas.
Après son décès en 1937, sa dépouille est enterrée au Cimetière Mont-Royal.